# Диз'юнктивні дислокації

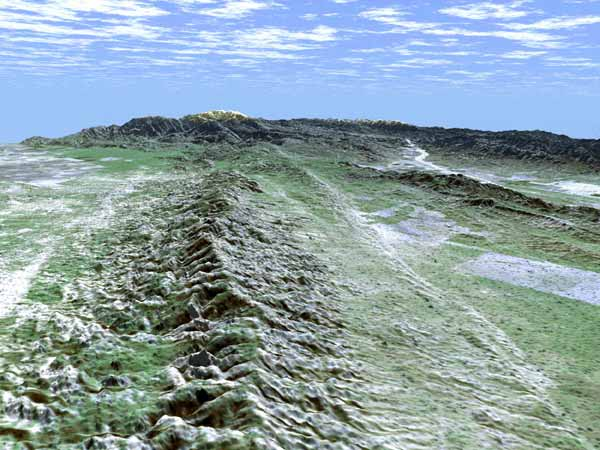
Сан-Андреас (розлом) (Каліфорнія, США)

Диз'юнктивні дислокації (порушення), (рос. дизъюнктивные дислокации, англ. disjunctive break, disturbance, fracture, нім. Disjunktivbrüche m pl, Disjunktivstörungen f pl) — порушення первинного залягання верств гірських порід із розривом їх суцільності. Це розломи, тріщини, поверхні сповзання тощо. Пов'язані переважно з гороутворюючими та складкоутворюючими рухами. За походженням Д.п. поділяють на нетектонічні і тектонічні. По відношенню до складчастих та ін. тектонічних структур можуть бути крайовими або граничними, внутрішніми і наскрізними, за глибиною проявів — приповерхневими або глибинними.
Диз'юнктивні дислокації нетектонічного походження — це деформації, які мають місце під час скорочення об'єму породи, вивітрюванні,  падінні метеоритів тощо.

## Класифікація
Відомі генетичні, геометричні, змішані і ін. класифікації. Деякі з них названо за прізвищами їх авторів, наприклад, геометричні класифікації П. К. Соболевського, В. І. Баумана тощо.
Генетична класифікація:
I. Тектонічні порушення
- 1. Пов'язані зі .стисненням речовини земної кори та її складчастістю: тріщини сколу, скиди, насуви, шарьяжі, клываж.
- 2. Пов'язані з розтягуванням речовини земної кори: тріщини розриву, скиди, грабени.
- 3. Пов'язані з вулканізмом: розриви, стискування, грабени (кальдери).
- 4. Пов'язані із землетрусами: тріщини розриву, зрушення, скидання, грабени.
- 5. Пов'язані з метаморфізмом: тріщини стискування та розтягування.

ІІ. Атектонічні розлади.
А. Штучні:
- 1. Пов'язані з вибухами та ударами.
- 2. Пов'язані з обваленнями.

Б. Природні:
- 1. Пов'язані з обвалами та зсувами.
- 2. Пов'язані з фізичним вивітрюванням.
- 3. Пов'язані з рухом та навантаженням льоду.
- 4. Пов'язані з фізико-хімічним перетворенням осаду (тріщини висихання та ущільнення).

### Класифікація П.К.Соболевського
Найзручнішою і повною є геометрична класифікація П. К. Соболевського. В ній тип порушення визначається в залежності від кута β, відрахованого за напрямом, протилежним напрямові годинникової стрілки, від лінії падіння зміщувача до напряму переміщення порід висячого боку (умовно вважається, що породи лежачого боку нерухомі).

## Основні типи порушень

Типи диз'юнктивів.

Розрізнюють чотири основних типи порушень (скид, підкид, зсув, перезсув) та чотири проміжних (скидо-зсув, скидо-перезсув, підкидо-зсув, підкидо-перезсув). При пологому падінні зміщувача вживають спрощену класифікацію, для якої всі порушення в бік падіння зміщувача називають скидами, а в бік підняття — насувами. При скиді породи висячого боку, які лежать вище поверхні зміщувача, пересуваються по ній вниз поверхнею розриву.
Скид — диз'юнктивне порушення, яке має зміщувач, нахилений в бік опущеного крила розлому.
Підкид — диз'юнктивне порушення в товщі гірських порід, при якому рух порід відбувається по зміщувачу, нахиленому до горизонту.
Зсув — горизонтальне переміщення порід висячого боку в напрямі простягання зміщувача.
Перезсув — порушення залягання гірських порід з розривом їх суцільності і горизонтальним переміщенням порід висячого боку в напрямі, протилежному напрямку простягання зміщувача.

## Геометричні параметри та елементи порушень
Геометричні параметри Д. — лінійні і кутові величини, що характеризують розміри, форму і положення розривної структури диз'юнктиву у надрах:
- простягання і падіння блоків α і δ; те ж, зміщувача А и Δ;
- те ж, лінії обриву α і α0;
- кут диз'юнктива v — кут між зміщувачем і блоком в бік переміщення останнього;
- напрямок вектора відносного переміщення в площині зміщувача;
- амплітуда диз'юнктиву а (р, h, d, I, m), тут а — загальне позначення амплітуди;
- р, h, d — амплітуда з відповідно по нормалі до крил, по вертикалі і по горизонталі навхрест простягання блоків (характерні для диз'юнктивів з подвоєнням (перекриттям) блоків);
- I — амплітуда диз'юнктива по горизонталі, паралельно лінії простягання зміщувача за зоною останнього (характерна для диз'юнктивів з розтяжкою блоків);
- m — потужність зони зміщувача по нормалі до зміщувача.

Висяче крило диз'юнктивної дислокації — блок гірських порід, який прилягає до зміщувача у напрямку його висячого боку.

### Визначення амплітуди диз'юнктиву
Амплітуда диз'юнктиву — відстань висячого крила (висячого боку) диз'юнктиву Рв відносно лежачого крила (лежачого боку) Рл в характерному чи заданому напрямку. В залежності від напрямку, за яким визначають відстань між крилами, розрізняють такі А.д.:
- стратиграфічну або нормальну (N — відстань між крилами покладу, яка визначена по нормалі до поверхні пласта);
- вертикальну (h — відстань між крилами чи їх продовженням у вертикальному напрямку) :

h=N/cos δp
- горизонтальну (l — найкоротша горизонтальна відстань між крилами, яка вимірюється навхрест простягання крил):

l=N/sin δp
- за простяганням зміщувача (L — горизонтальна відстань між зміщеними крилами), вимірюється у площині змішувача:

L=l/sin ω=N/sin δp sin ω
де ω — різниця кутів простягання площин крила і зміщувача, δр — кут падіння крил.